# Tongdotettix youngeouni
Tongdotettix youngeouni är en insektsart som beskrevs av Kae Kyoung Kwon 1980. Tongdotettix youngeouni ingår i släktet Tongdotettix och familjen dvärgstritar. Inga underarter finns listade i Catalogue of Life.